# Jolana Matoušková
Jolana Matoušková –nacida como Jolana Davidková– es una deportista checa que compitió en tenis de mesa adaptado. Ganó cinco medallas en los Juegos Paralímpicos de Verano en los años 1996 y 2004.

## Palmarés internacional
| Juegos Paralímpicos | Juegos Paralímpicos      | Juegos Paralímpicos | Juegos Paralímpicos |
| Año                 | Lugar                    | Medalla             | Prueba              |
| ------------------- | ------------------------ | ------------------- | ------------------- |
| 1996                | Atlanta (Estados Unidos) | Medalla de plata    | Individual 10       |
| 1996                | Atlanta (Estados Unidos) | Medalla de plata    | Equipo 6-10         |
| 2000                | Sídney (Australia)       | Medalla de oro      | Individual 10       |
| 2000                | Sídney (Australia)       | Medalla de plata    | Equipo 6-10         |
| 2004                | Atenas (Grecia)          | Medalla de plata    | Individual 10       |